# Andrea González Caballero
Andrea González Caballero (nascuda el 1992 a Eibar, Euskadi) és una guitarrista clàssica, de renom internacional, és una de les figures de la guitarra emergents espanyoles i principalment reconeguda per la crítica en concursos.

## Biografia
La guitarra va estar present des de la seva infància, la seva mare era professora de guitarra a l'Escola de Música Andrés Eguiguren, a Eibar.
Als 6 anys inicia els seus estudis en la guitarra després de rebre'n una com a regal del seu avi. Rep classes particulars dels mestres Bienvenido Rodríguez i Carmen Becerra fins als dotze anys.
L'any 2010 comença els seus estudis al conservatori superior de música "Robert Schumann de Düsseldorf" (Alemanya), allà rep classes de Joaquín Clerch, a qui havia conegut dos anys abans a la IX Setmana de la Guitarra de Cartagena, i rep la matrícula d'honor i màxima qualificació.. Al 2013 entra a l'Escola Superior de Música de Klagenfurt a Àustria becada amb una beca Erasmus, allà entra a la classe de Marco Tamayo.
Posteriorment, ha estudiat al Peabody Institute of The Johns Hopkins University amb el gran mestre Manuel Barrueco.

## Discografia
- “Works for guitar”(2017) - Àlbum que recull interpretacions de diferents obres de compositors rellevants per la guitarra (Francisco Tàrrega, Joaquin Clerch, Isaac Albéniz, Sergio Assad, Julian Arcas, Emilio Calandin).
- “Euskaraz” - Álbum de composicions noves del compositor i director Carlos Fernando López.